# Milliken (Colorado)
Milliken es un pueblo ubicado en el condado de Weld en el estado estadounidense de Colorado. En el Censo de 2010 tenía una población de 5.610 habitantes y una densidad poblacional de 183,38 personas por km².

## Geografía
Milliken se encuentra ubicado en las coordenadas 40°18′34″N 104°51′19″O / 40.30944, -104.85528. Según la Oficina del Censo de los Estados Unidos, Milliken tiene una superficie total de 30.59 km², de la cual 30.38 km² corresponden a tierra firme y (0.69%) 0.21 km² es agua.

## Demografía
Según el censo de 2010, había 5.610 personas residiendo en Milliken. La densidad de población era de 183,38 hab./km². De los 5.610 habitantes, Milliken estaba compuesto por el 82.1% blancos, el 0.37% eran afroamericanos, el 0.5% eran amerindios, el 0.89% eran asiáticos, el 0% eran isleños del Pacífico, el 13.21% eran de otras razas y el 2.92% pertenecían a dos o más razas. Del total de la población el 28.11% eran hispanos o latinos de cualquier raza.